# ボーダータウン
ボーダータウン (Bordertown)は、オーストラリアの南オーストラリア州にある町。人口は2,953人（2016年）。

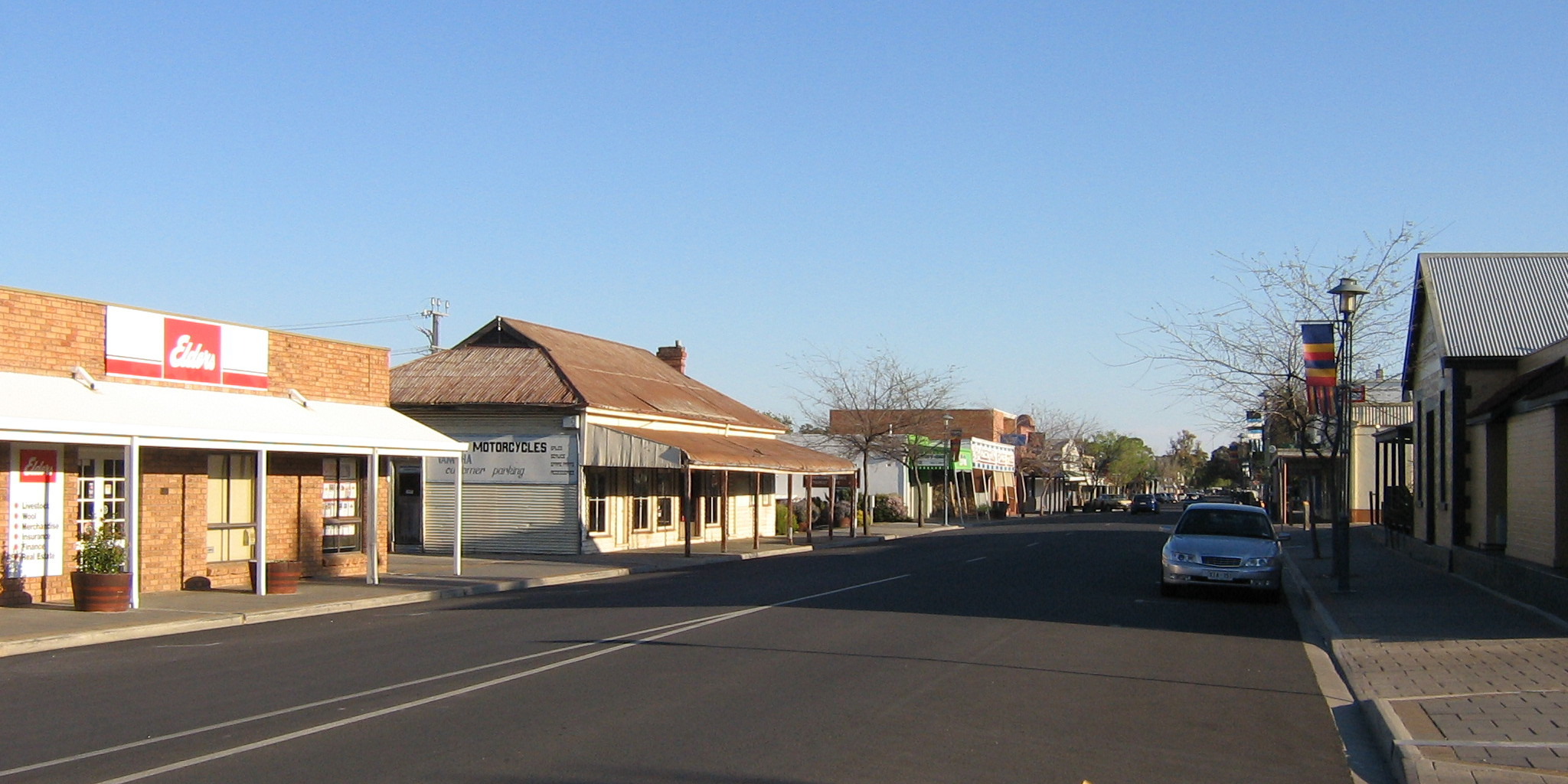

## 概要
1852年8月28日に発足。ビクトリア州との州境に近い。
ボーダータウンは、 Tatiara District Councilの商業および行政の中心地。「タチアラ」は現地のアボリジニの言葉で、意味は「良い土地」。
前オーストラリア首相のボブ・ホークの出身地で、住居も現存している。

## 歴史
ボーダータウンは、1852年に90マイル砂漠を横断する直接ルートが、ビクトリア朝の金鉱地からアデレードまでの金の護衛のために計画されていたときに創設。警官のアレクサンダー・トルマーが国境にできるだけ近い町を作るように指示されたとされ   町の名前が彼にちなんで名付けられなかったとき、トルマーは動揺し、結局彼にちなんでボーダータウン周辺のいくつかのサイトに名前を付けることで補われているが  土地は、1852年8月28日に新しい政府に初売りに出された 。 
ムヘリテージミュージアムがありまた、オーストラリア各地の動物園や動物保護施設で飼育されている白いカンガルーでも有名。 メインストリートの稲妻時計は、最初の電力源の場所を示しています。 

### 遺産リスト
ボーダータウンには、次のような多くの遺産リストのサイトがあります。 
- クレイトンファームロード： クレイトンファームコンプレックス [4]
- ヘイアベニュー： ボーダータウン駅 [5]
- ウールシェッドストリート： ボーダータウン研究所 [6]

## 経済
地区の経済は主に農業に基づいており 、 穀物作物と家畜の栽培が行われているが最大の単一雇用主は1日あたり最大8000匹の動物を処理し、約470人を雇用するJBS製肉工場。従業員の約3分の2は、合計23以上の異なるホームカルチャーグループからなる457ビザの難民と熟練移民を含むオーストラリアへの移民 。 

## メディア
ボーダータウンの主要新聞「The Border Chronicle」は、1908年6月13日に最初に印刷された地元の出版物。 DeCourcey Streetにある建物は、 フェアファックスメディアが新聞事業を縮小し、Chronicleの商業印刷ビジネスとオフィスを閉鎖した後、2017年11月にオークションにかけられた 。 

## 交通
ボーダータウンは、 アデレードとメルボルンを結ぶ道路と鉄道の主要ルートであるデュークスハイウェイとメルボルンアデレード鉄道にあります。 アデレード、メルボルン、 ガンビア山のそれぞれに向けて、毎日いくつかのバスが運行  オーバーランド列車は、週に2回、片道ずつ停車  地元の穀物サイロも鉄道で運ばれているが、ほとんどの鉄道交通は通過する貨物。 2012年、 ボーダータウン駅の 交差ループは1,500メートル (4,900 ft) 